# Вьен, Жозеф-Мари
Жозе́ф-Мари́ Вьен (фр. Joseph-Marie Vien; 18 июня 1716, Монпелье — 27 марта 1809, Париж) — французский живописец и педагог, мастер исторической картины и портретист, крупный представитель парижского академизма последних дореволюционных десятилетий, считающийся предшественником неоклассицистской школы; ученик Шарля-Жозефа Натуара, наставник Жака-Луи Давида. Академик (с 1754; ассоциированный член с 1750) и последний директор (1789—1793) Королевской академии живописи и скульптуры, директор Французской академии в Риме (1775—1781), последний первый живописец короля (1789—1791).

## Жизнь и творчество
Жозеф-Мари изучал рисунок и живопись в Королевской академии живописи и скульптуры в Париже под руководством Шарля-Жозефа Натуара; при его поддержке принимал участие в выставках Парижского салона. В 1743 году завоевал престижную Римскую премию, дающую право на стипендию для поездки в Италию. В начале 1744 года прибыл в Рим и поступил во Французскую академию в Риме. В Италии Вьен испытал влияние искусства барокко, но после поездки в Геркуланум и Помпеи, изучая там настенные росписи древних римлян, стал приверженцем неоклассицизма.
После возвращения в Париж жил и работал как свободный художник. В 1750 открыл собственную школу живописи. В 1750-е годы пользовался покровительством известного историка искусства, собирателя и любителя живописи графа де Келюса. Также пользовался поддержкой Дени Дидро, который рекомендовал его картины своим друзьям и знакомым, писал о его творчестве положительные отзывы.
В своих «Салонах» (критических обзорах официальных французских художественных выставок) Дидро назвал Ж.-М. Вьена «лучшим живописцем» парижской академической школы после Карла Ван Лоо, добавляя: «Разумеется в том, что касается мастерства. Идейная суть и поэтичность — другое дело. Он рисует, пишет красками, осторожен, может быть, чересчур, но во всех его картинах налицо чарующее мастерство и гармоничность. Sapit antiquum».
В 1770-х годах Вьен работал для королевской Мануфактуры Гобеленов. В 1775 году стал директором Французской академии в Риме. В 1781 вернулся во Францию и в 1789 году стал Первым художником короля (Premier peintre du Roi) Людовика XVI. В начальный период французской революции оставался малозаметным, однако с возвышением Наполеона Бонапарта оказался в центре внимания первого консула, избравшего Вьена в состав Охранительного сената (в 1799); в 1808 году, после провозглашения Первой империи, Наполеон удостоил Вьена звания командора ордена Почётного легиона и графского достоинства.
Жозеф-Мари Вьен скончался в 1809 году. Похоронен в парижском Пантеоне. Его жена (с 1757 года) Мари-Тереза Вьен, урождённая Ребуль (1738—1806) — живописец-миниатюрист, акварелист и гравёр в жанре натюрморта «птиц, бабочек и цветов». Академик c 1757 года. Дидро несколько слащаво (кажется, что с иронией) писал о картине мадам Вьен «Хохлатка с цыплятами»: «Прекрасная небольшая картина, птица красива, очень красива! Прелестный хохолок…». Однако по поводу другой картины Дидро ядовито заметил: «Должно быть, мадам Вьен, чижей вы писали сами, а курицу вам помог изобразить ваш муж!».
Некоторые из работ мадам Вьен приобрела российская императрица Екатерина II.
Творчество Вьена отражает в истории французской живописи переход от рококо к раннему неоклассицизму. Сын Жозефа-Мари — Жозеф-Мари Вьен Младший (1762—1848) — живописец-портретист и миниатюрист. Среди его многочисленных учеников Жак-Луи Давид и Жан-Батист Лепренс.

## Галерея

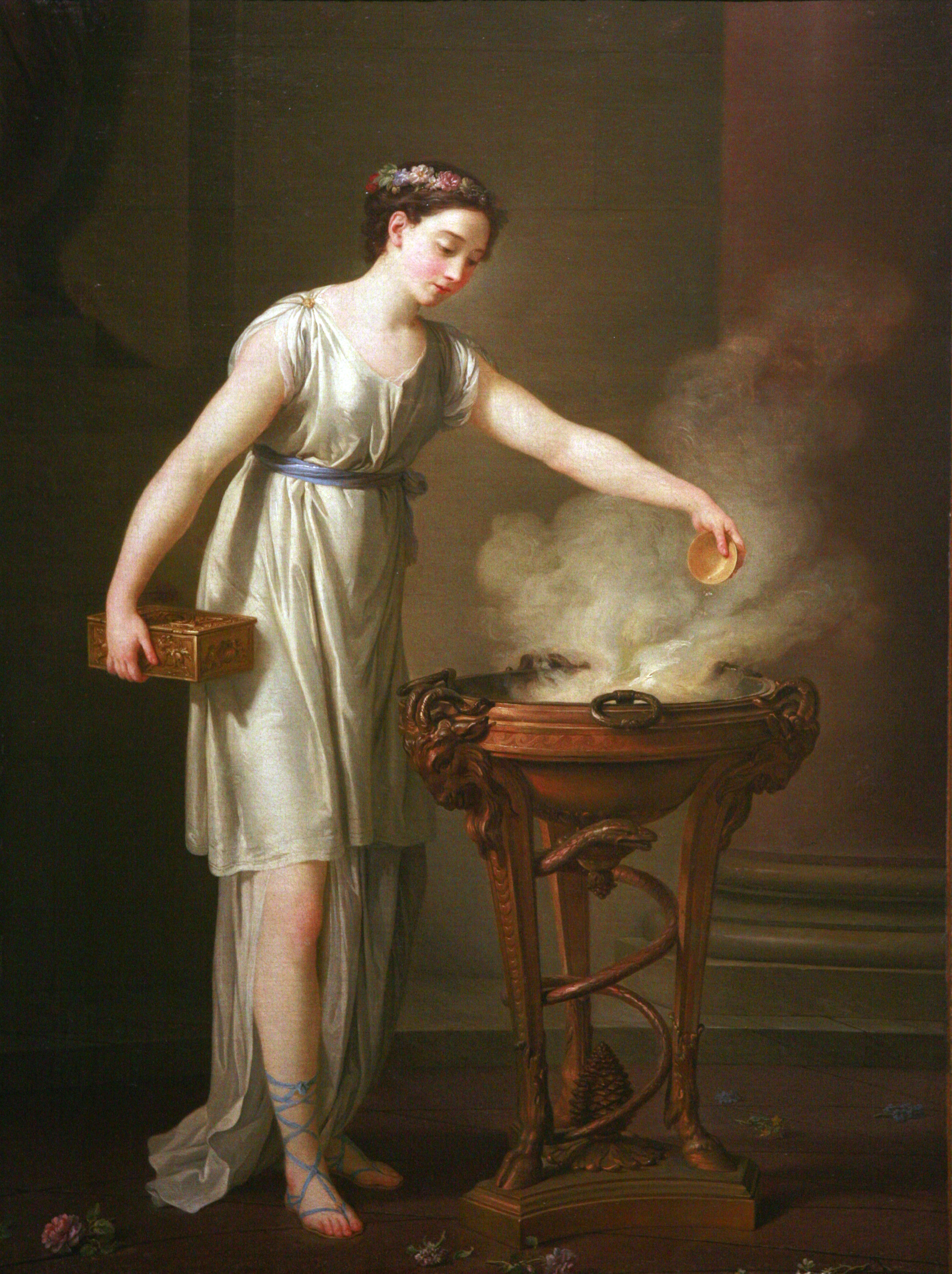
Ловкая афинянка. 1762. Музей изобразительного искусства (Страсбург), Франция
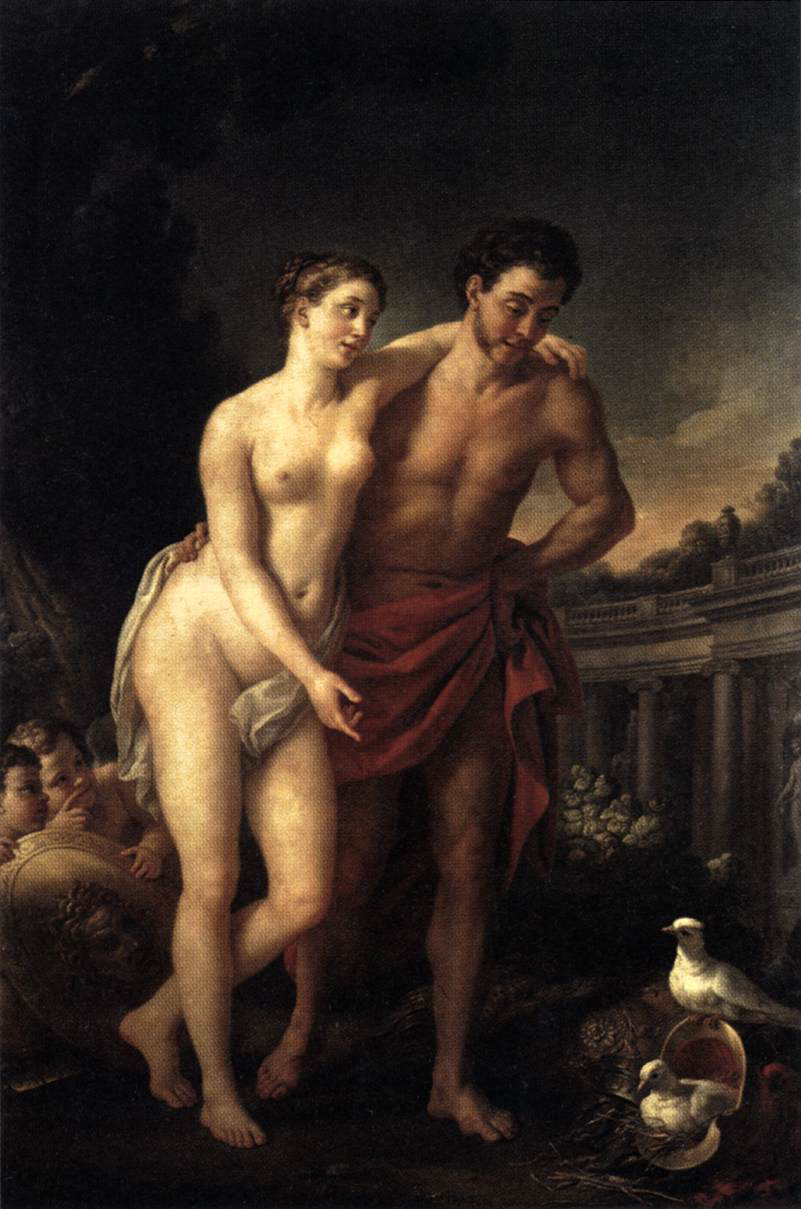
Марс и Венера. 1768. Государственный Эрмитаж, Санкт-Петербург
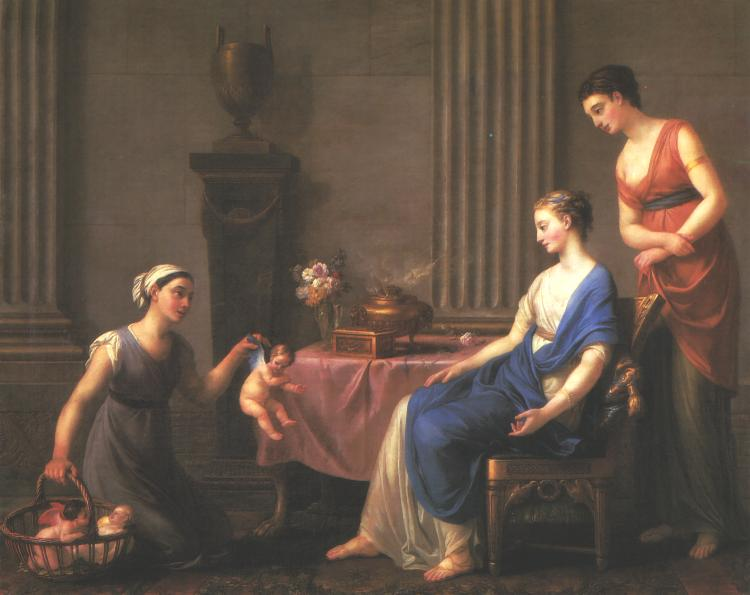
Продавщица Амуров. 1763. замок Фонтенбло, Франция
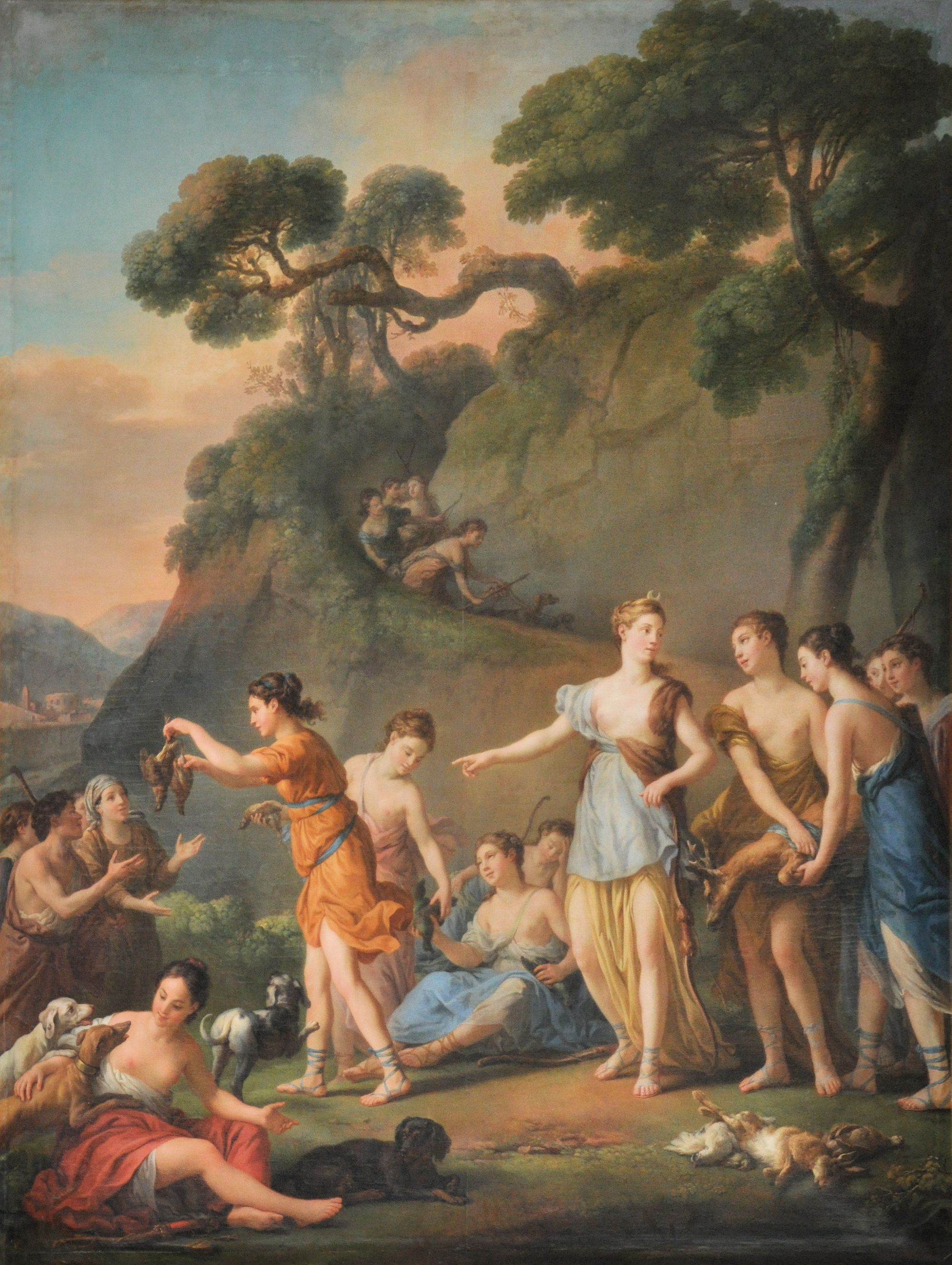
Богиня Диана на охоте. 1772. Версаль
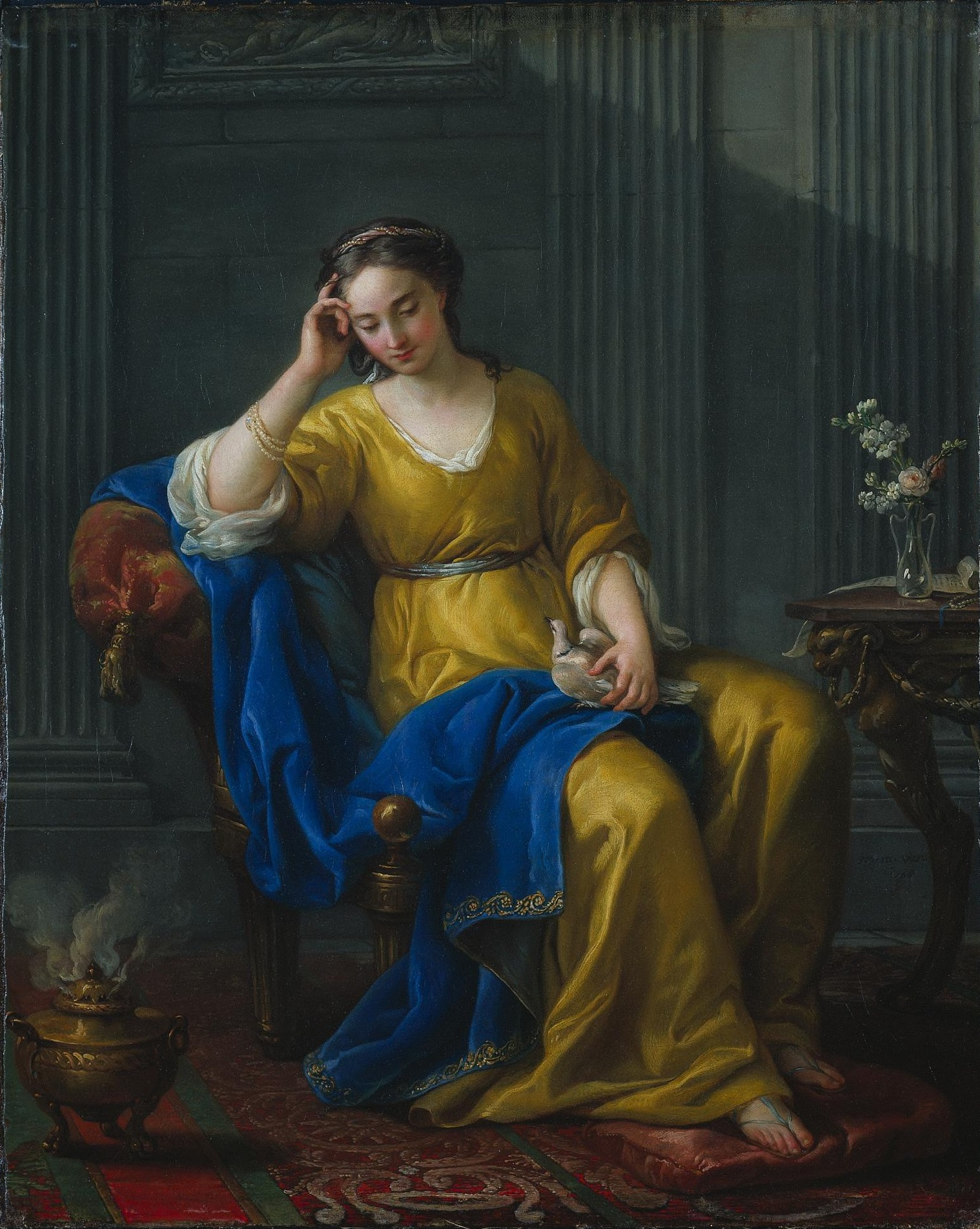
Приятная меланхолия. Художественный музей Кливленда, Огайо, США
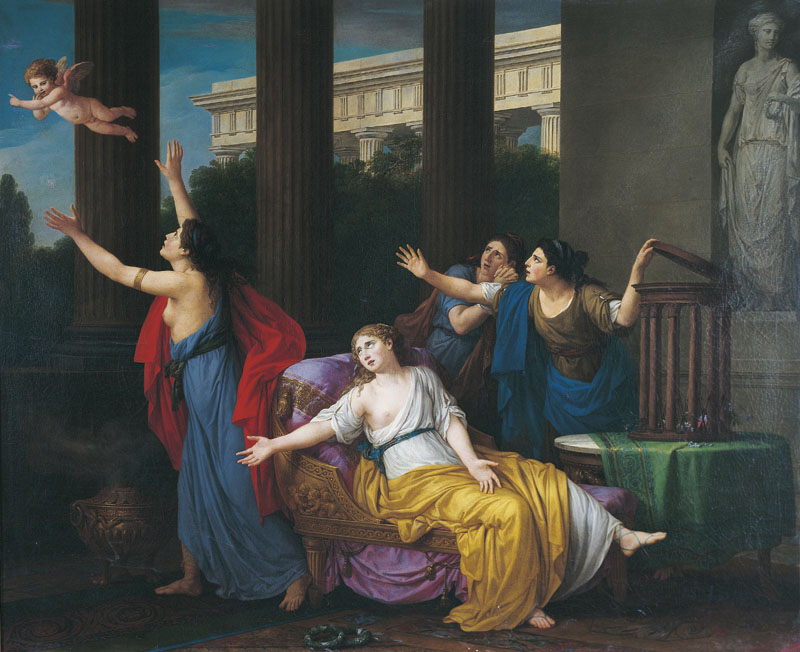
Любовь, выпущенная из сундука, улетает от женщин, которые её жаждут. 1789. Музей Августинцев, Тулуза
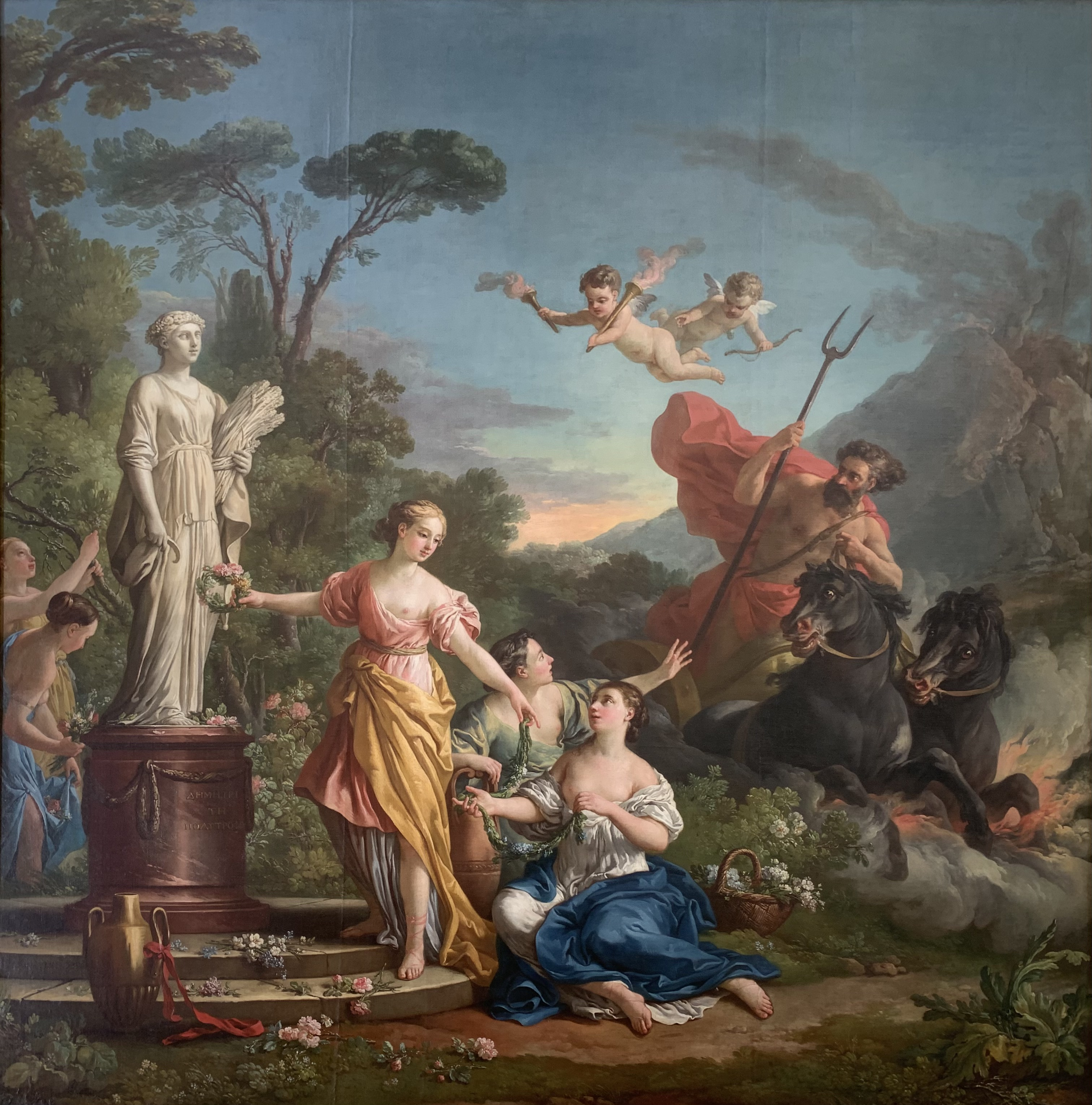
Похищение Прозерпины. 1767. Музей изящных искусств Гренобля, Франция
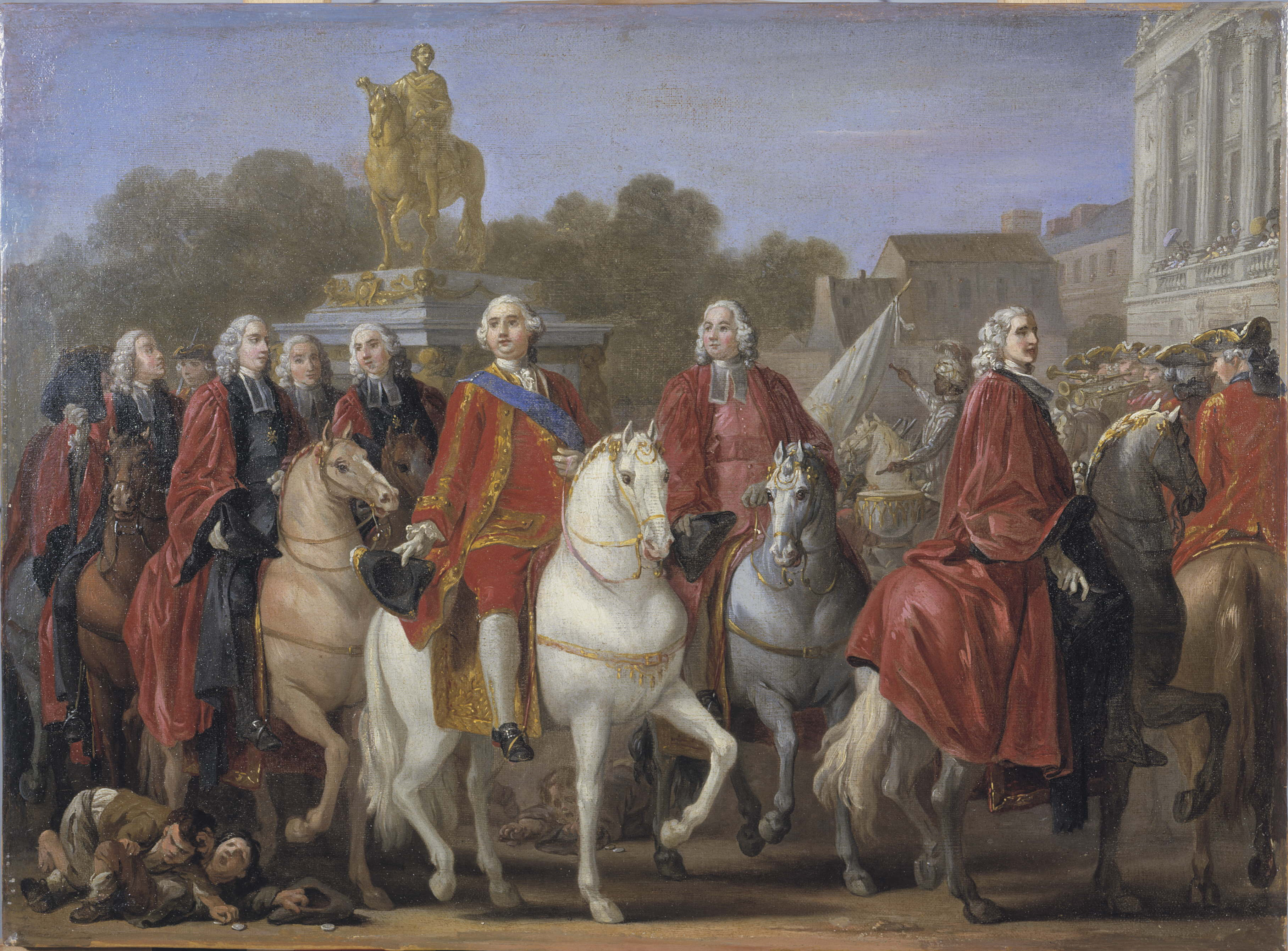
Король Людовик XV со свитой. Около 1763. Музей Карнавале, Париж
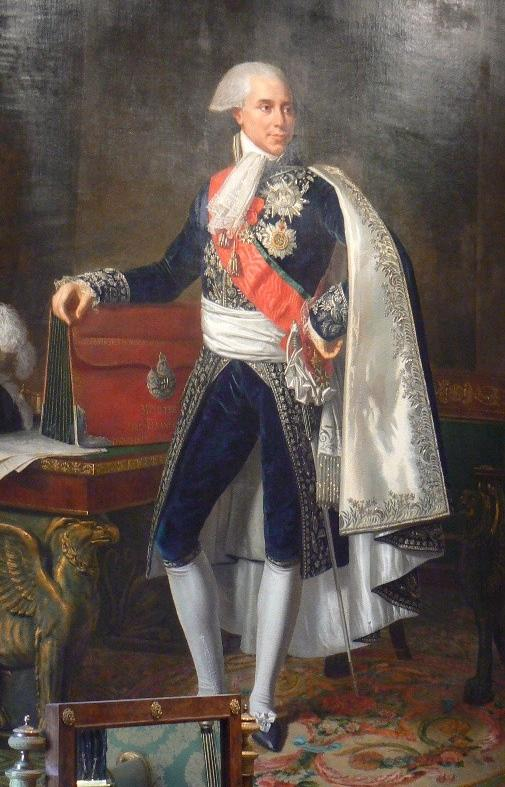
Портрет министра финансов наполеоновской Франции Мартена Годена. 1806. Музей Карнавале, Париж